# 哈拉尔德·尤林
哈拉尔德·尤林（瑞典語：Harald Julin，1890年3月27日—1967年7月31日），瑞典男子游泳、水球运动员。他曾代表瑞典参加1908年、1912年和1920年夏季奥林匹克运动会，共获得一枚银牌和三枚铜牌。